# 汪兆銘政権の国旗
汪兆銘政権の国旗は2つの旗が存在する。最初の旗は1940年から使用され、蒋介石の重慶国民政府と区別するために、中華民国国旗の上の黄色の三角旗が付け加えられ、その部分に和平反共建国、和平建国、和平反共などの標語が書き入れられた。1943年2月3日以降、黄色の部分は外された。

## 三角旗の種類
室内では、三角旗が直角三角形となり、旗に密着するものも使用された。

和平反共建国
和平建国
和平反共

## 他の旗
艦首旗も国民政府と同じ「青天白日旗」だが、国旗のように国民党と書き入れた三角旗を付けていた。

艦首旗
軍艦旗

## ギャラリー

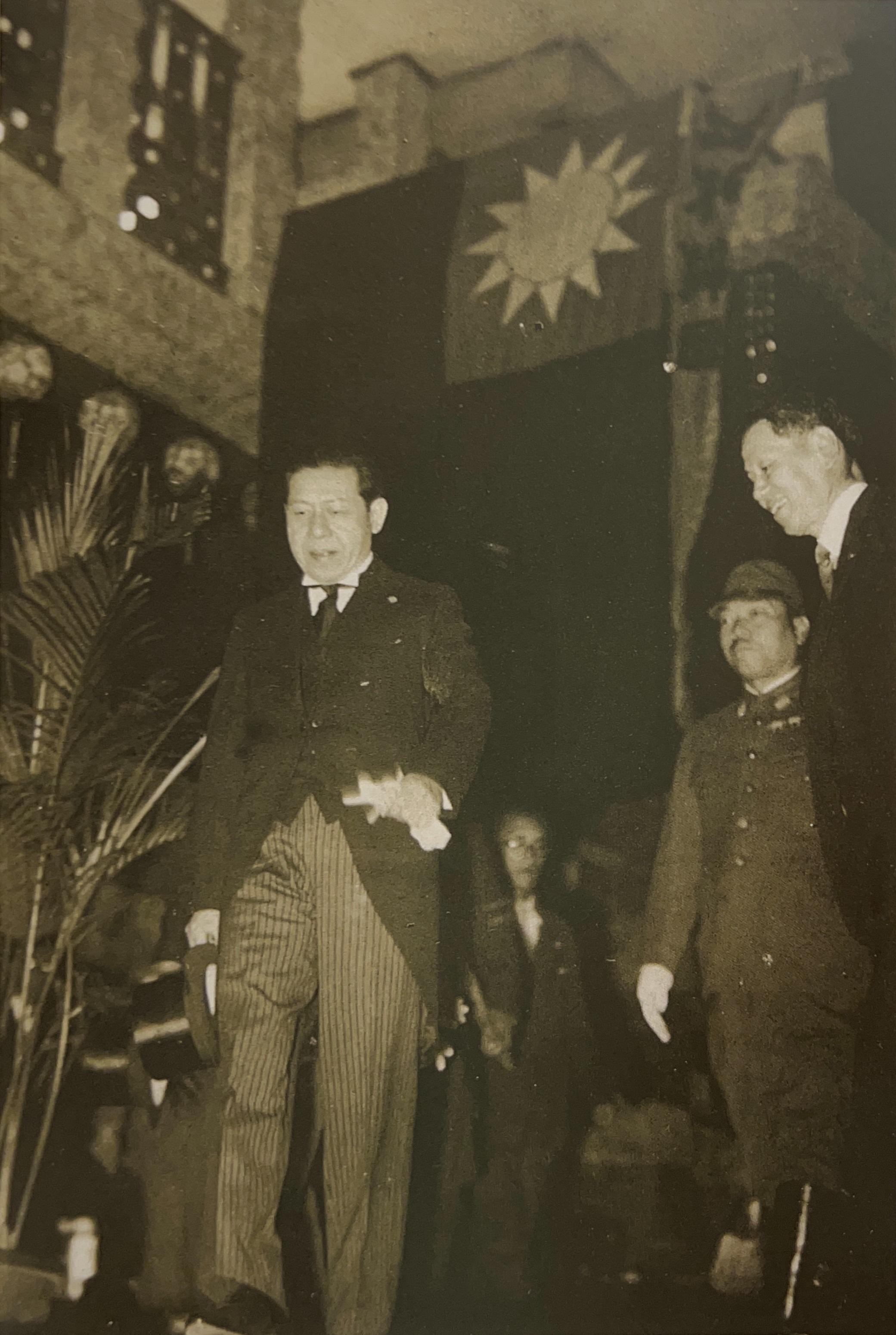
日本から帰国した陳公博
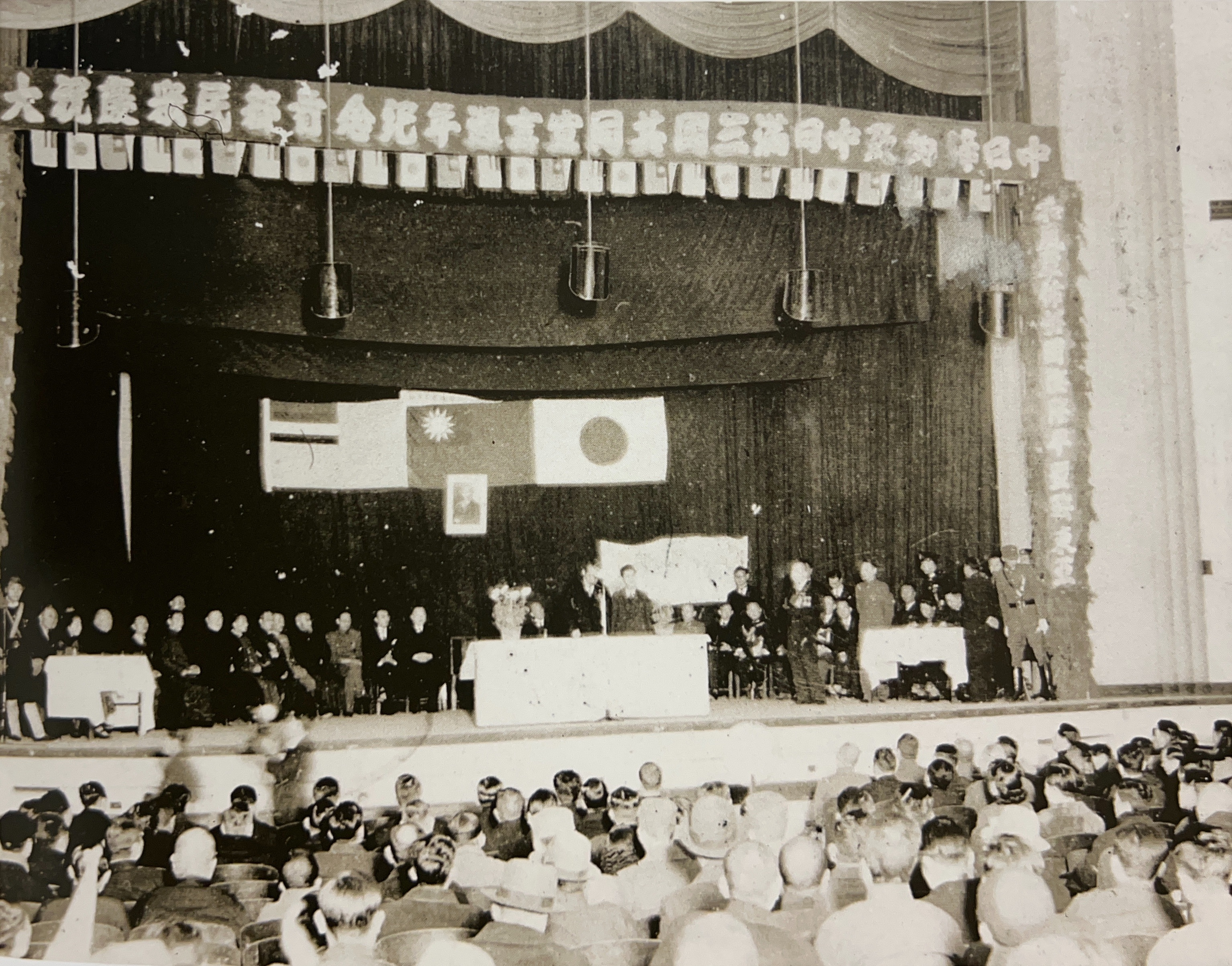
南京における日満華共同宣言の記念集会
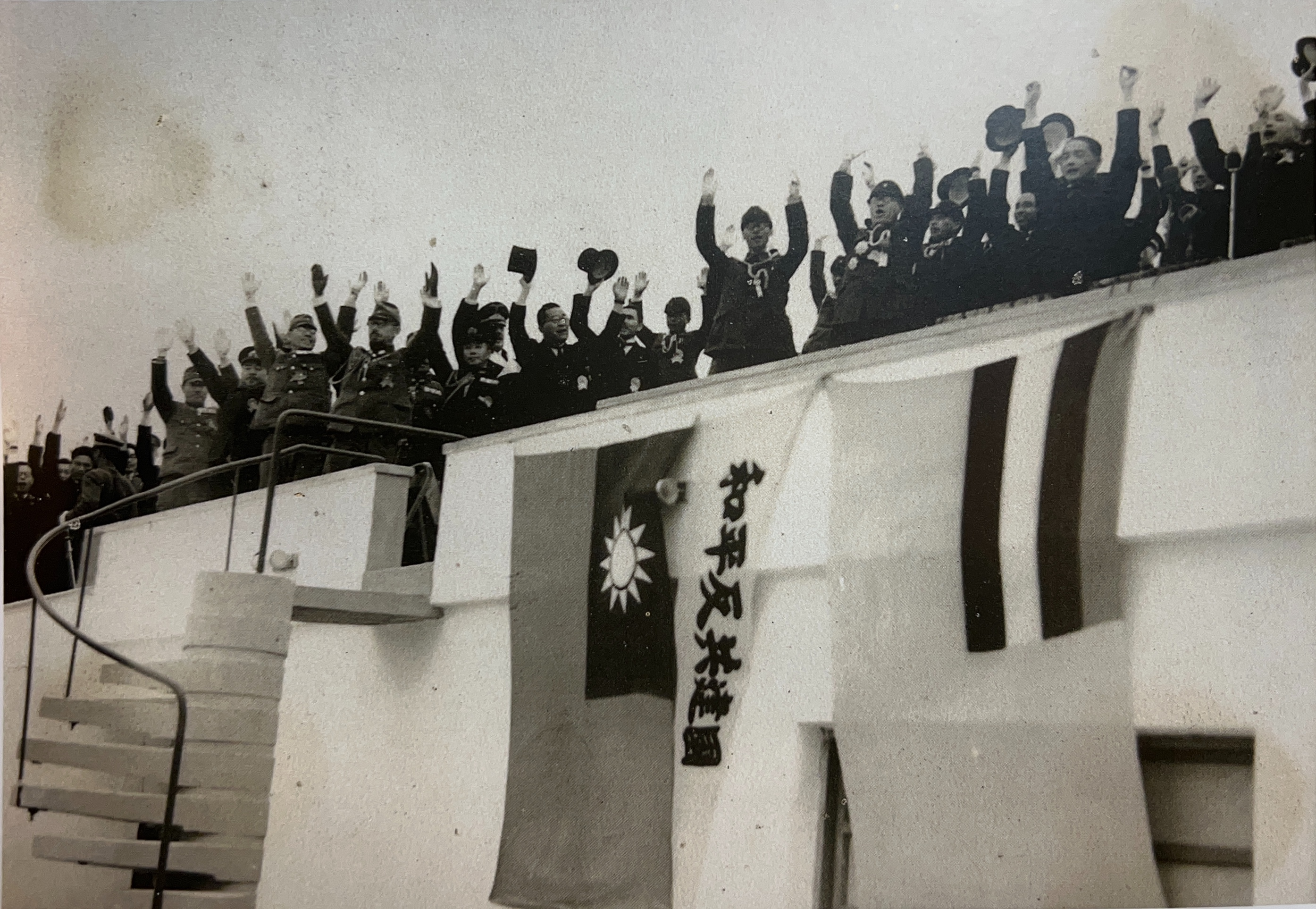
汪兆銘を歓迎する満洲国の人々
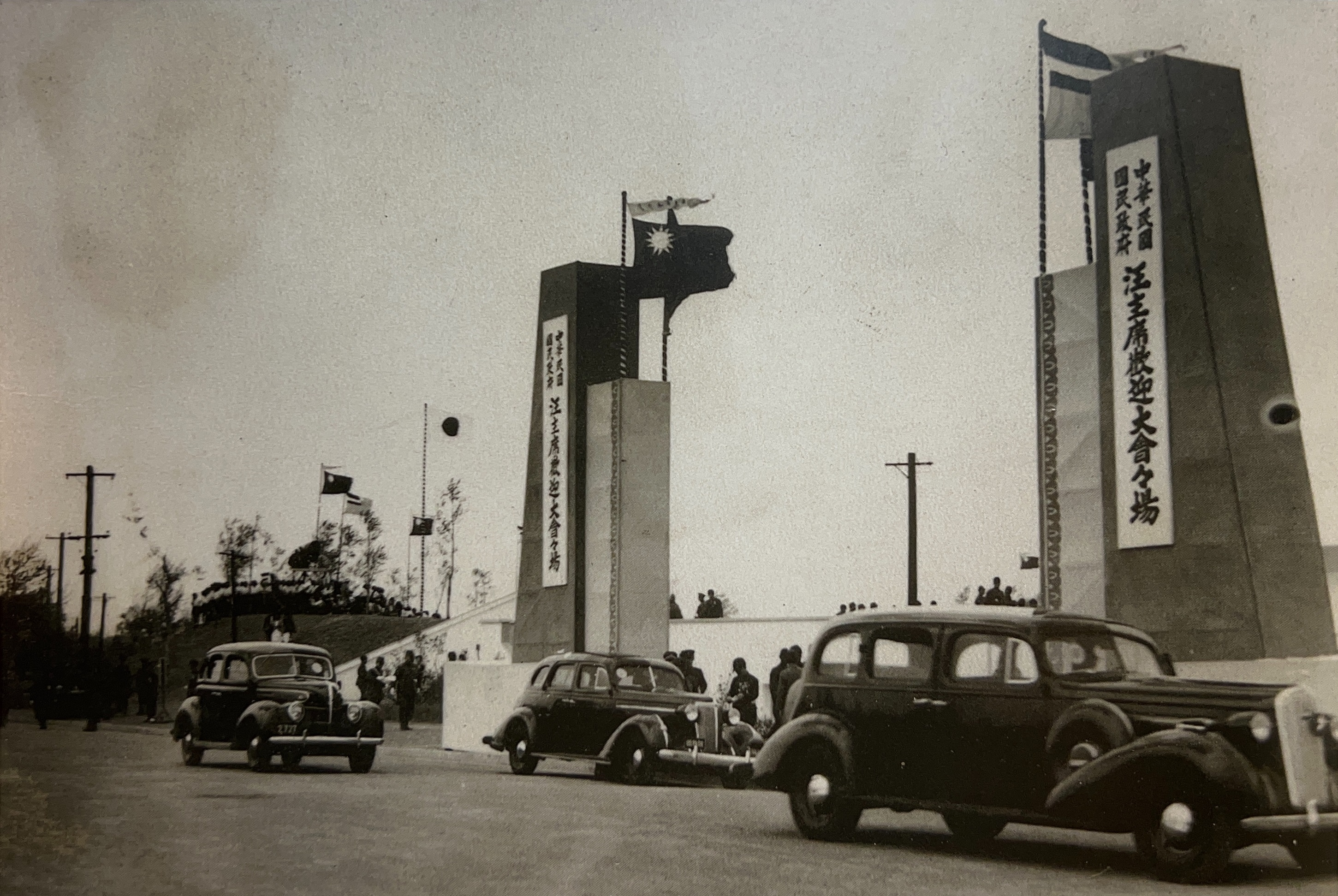
満洲国における「中華民国国民政府汪主席歓迎大会会場」
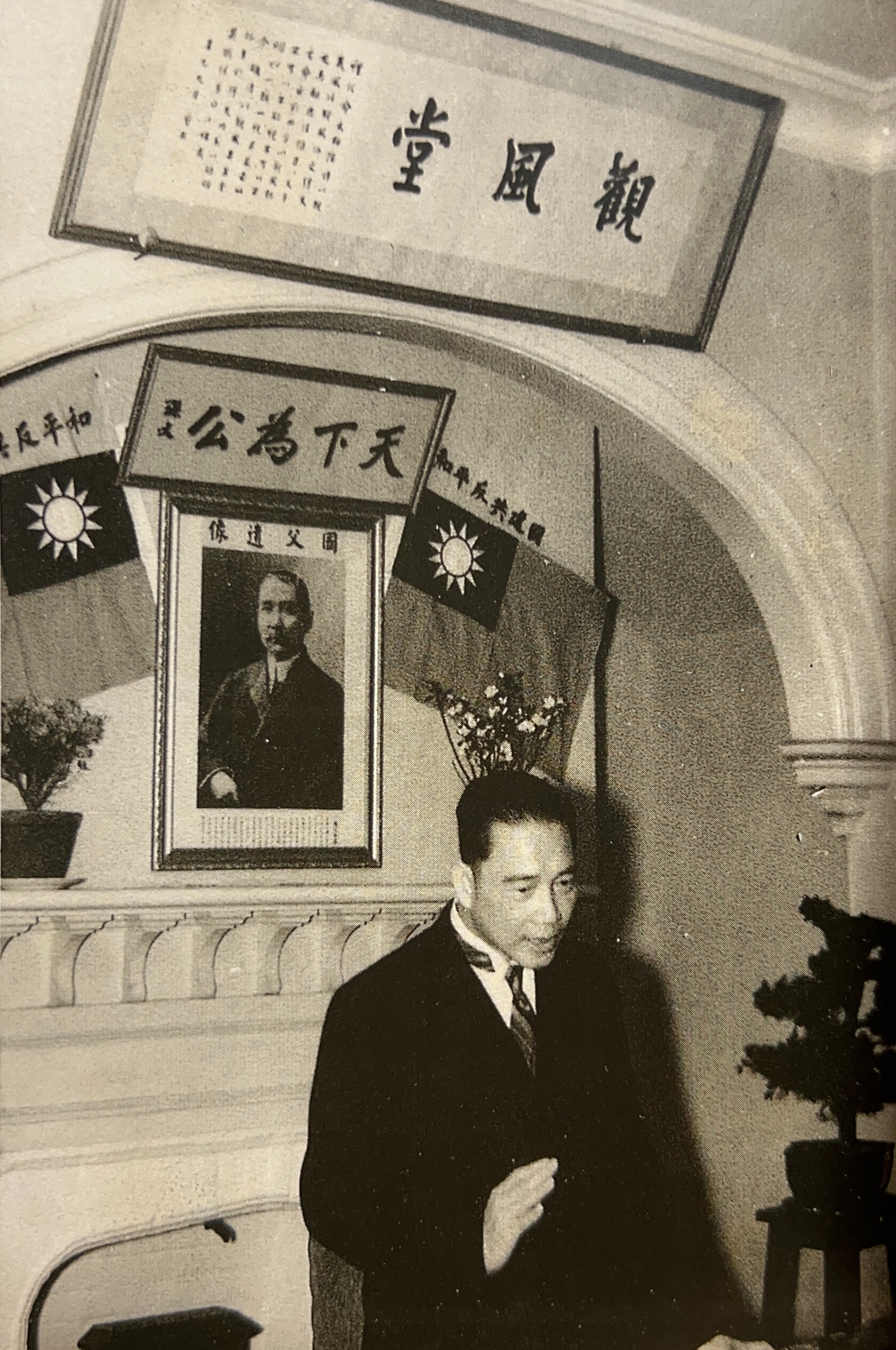
在満洲国中華民国大使館の汪兆銘
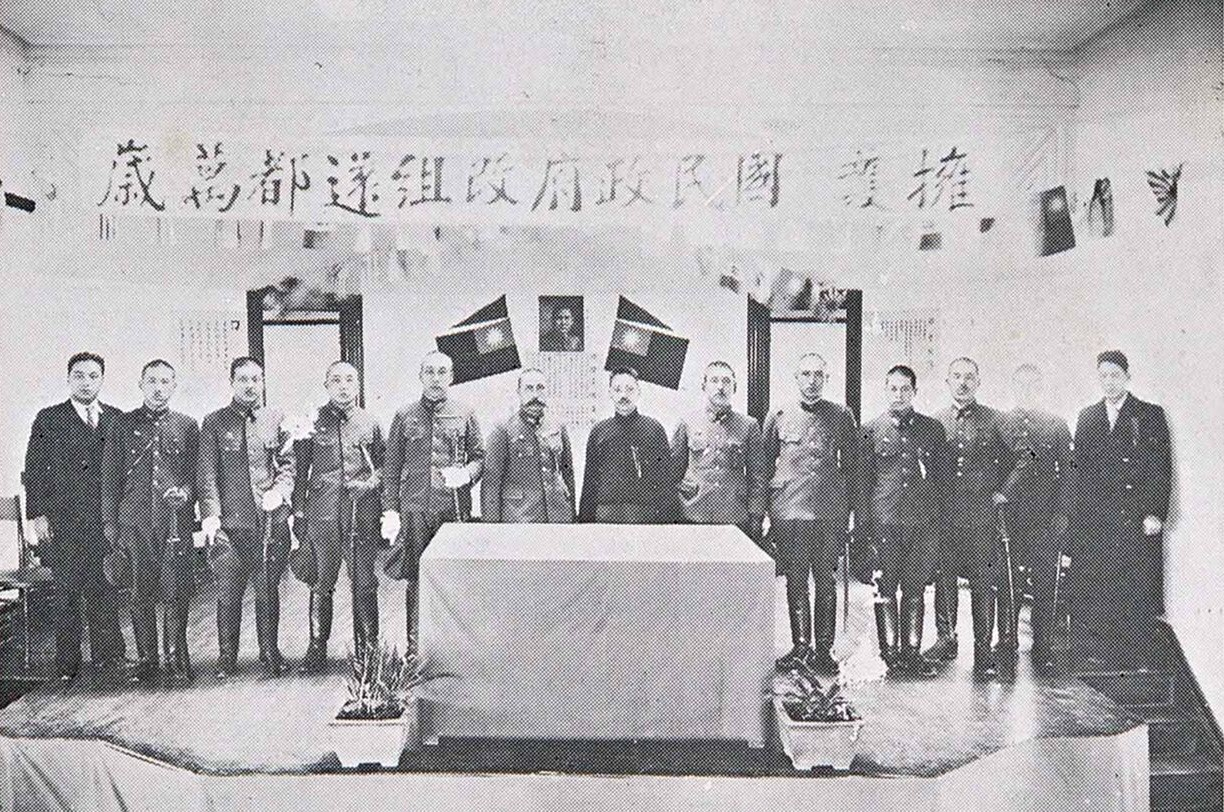
国民政府還都祝賀会
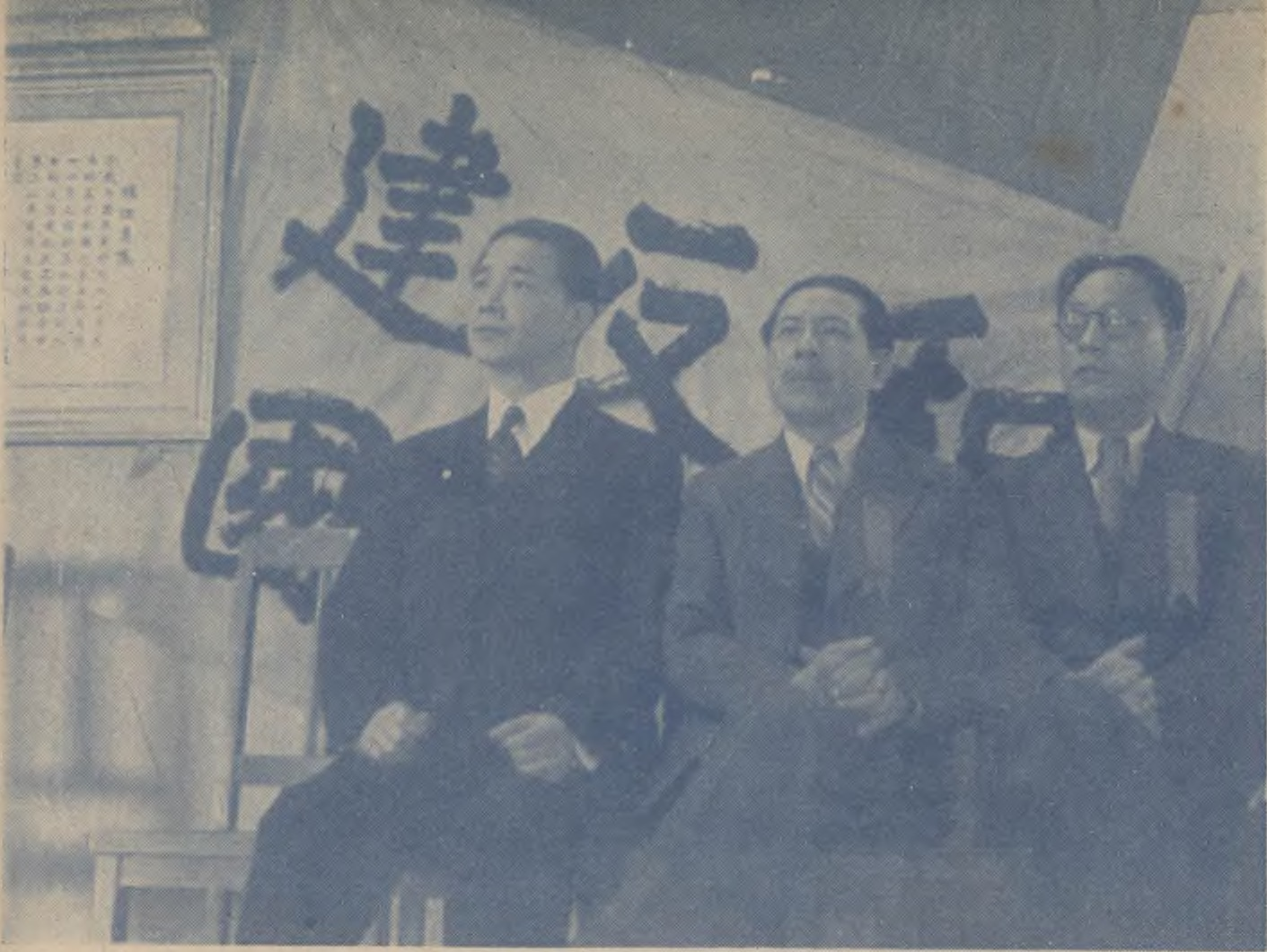
和平反共建国の旗